# 弗里德里希·特勞恩
弗里德里希·阿道夫·「弗里茨」·特勞恩（德語：Friedrich Adolf "Fritz" Traun，1876年3月29日—1909年7月11日）是德國網球運動員，參加過1896年夏季奧林匹克運動會的男子雙打和男子單打比賽。在男子雙打比賽中，特勞恩和他的雙打夥伴約翰·博蘭組成混合國籍隊伍，最終獲得金牌。1908年在被指控未婚生子後，他自殺身亡。

## 生平
特勞恩於1876年出生於漢堡的一個富裕家庭，他的父親海因里希·特勞恩（Heinrich Traun）是一家天然橡膠製造公司的老板，1901年至1908年期間成為漢堡參議員。1885年，特勞恩在德累斯頓工業大學學習化學。同年秋季他參加一場由柏林和漢堡運動員參與的田徑比賽，並以半英里的賽距贏得比賽。
1896年，特勞恩參加在雅典舉辦的第一屆現代奧運會，他參加男子800米預賽以第三名成績未能進入決賽。此外他還參加網球比賽，在男子單打比賽中特勞恩在第一輪被英國的约翰·博兰擊敗，後者最終贏得金牌；在雙打網球比賽中，特勞恩與博兰合作雙打搭檔，他們在第一輪中擊敗希臘組合阿里斯蒂迪斯·阿克拉托普洛斯及康斯坦丁諾斯·阿克拉托普洛斯，準決賽輪空晉級決賽；在決賽中，他們擊敗迪米特里奧斯·卡斯達格利斯及德米特里奧斯·彼得羅科基諾斯組合，贏得自己首面奧運金牌。1897年，特勞恩參加在巴登-巴登舉行的田徑比賽，成為第一位在跳遠項目中達到超過六米的德國選手。
1899年特勞恩博士學位畢業，在巴黎索邦大學擔任科學家兩年後，他決定加入父親的公司。1902年，特勞恩前往美國出差，拜訪公司在長島的分支公司。隔年冬天他感染肺結核病，卡爾·舒爾茨的安排下特勞恩於1903年春天在喬治亞州奧古斯塔的一家旅館療養，然後返回德國。由於他的病情沒有完全康復，特勞恩都待在阿爾卑斯山渡假勝地度過，如聖莫里茨和達沃斯。他康復擔任過體育記者和比賽組織者，1906年他擔任德國網球錦標賽總監，並於1907年擔任其裁判。同年，他在基爾期間認識來自美因茨的企業家威廉·普里托里厄斯（Wilhelm Preetorius）的女兒Friedel Preetorius（1884-1938） 。隔年三月，他們在漢堡結婚。
1908年7月11日上午，一位年輕女子進入酒店聲稱自己也是特勞恩的妻子甚至有他的孩子，特勞恩與該女子會面後，在公寓浴室中開槍自殺。這位女士的身份和動機是否屬實今天仍不知道。特勞恩被埋葬於漢堡郊外的奥尔斯多夫公墓。。

## 外部鏈接
- 弗里德里希·特勞恩在World Athletics（英语）
- 弗里德里希·特勞恩在International Tennis Federation（英语）
- 弗里德里希·特勞恩在Olympics.com（英语）
- 弗里德里希·特勞恩在Olympedia（英语）